# صالح العمرانی
صالح العمرانی (انگلیسی: Saleh Al-Omrani؛ زادهٔ ۱۶ مارس ۱۹۹۴) یک ورزشکار اهل عربستان سعودی است.
از باشگاه‌هایی که در آن بازی کرده‌است می‌توان به باشگاه فوتبال القادسیه عربستان سعودی و باشگاه فوتبال الرائد عربستان سعودی اشاره کرد.